# Francesco Crispo Moncada
Francesco Crispo Moncada (Palermo, 9 maggio 1867 – Roma, 19 luglio 1952) è stato un prefetto, poliziotto e politico italiano.

## Biografia
Laureatosi in giurisprudenza a Palermo, entra nel 1891 nella carriera prefettizia.
Lavora alle Prefetture di Palermo e Ferrara, al Ministero dell'Interno, al Comando Supremo durante la Grande guerra, dove ottenne una croce al merito di guerra.
Poi fu al Commissariato generale civile per la Venezia Giulia di Trieste, e, come commissario regio, ai comuni di Messina ed Ancona, fino alla nomina a prefetto, avvenuta nel 1920.
Dopo esser stato prefetto di Treviso (1921) e poi della Venezia Giulia (1922-1924), il 16 giugno 1924 viene nominato capo della polizia e direttore generale di P.S., a seguito del radicale mutamento ai vertici del ministero deciso da Mussolini per quietare il clamore destato dal delitto Matteotti.
Il suo atteggiamento nei confronti delle manifestazioni popolari di protesta per l'assassinio del deputato socialista è molto prudente, in un momento in cui il problema fondamentale è quello di restituire al ministero dell'Interno la capacità di controllare la situazione in periferia: sotto le direttive del suo ministro Federzoni, contribuisce a fronteggiare il rassismo, cioè la situazione provocata dai ras fascisti la cui influenza metteva in ombra, in alcuni casi, i prefetti.
Accusato di non aver impedito i due falliti attentati attuati contro Mussolini compiuti da Violet Gibson e Gino Lucetti fu sostituito il 23 settembre 1926 con Arturo Bocchini.
Nel 1928 fu nominato senatore del Regno d'Italia e fu consigliere di Stato dal 1925 fino al 1937, quando fu collocato a riposo.